# Maromiandra (Atsimo-Andrefana)
Maromiandra is een plaats en commune in het zuiden van Madagaskar, behorend tot het district Toliara II, dat gelegen is in de regio Atsimo-Andrefana. Tijdens een volkstelling in 2001 telde de plaats 7.552 inwoners.
De plaats biedt naast lager onderwijs ook middelbaar onderwijs aan. 98% van de bevolking werkt als landbouwer. Het belangrijkste landbouwproduct is mais; andere belangrijke producten zijn suikerriet, maniok en zoete aardappelen. Verder is 1,15% actief in de dienstensector en heeft 0,85% een baan in de industrie.